# Čečehov
Čečehov (hongrois : Zuhogó) est un village de Slovaquie situé dans la région de Košice.

## Histoire
Première mention écrite du village en 1410.

## Démographie

### Évolution de la population
| Année:               | 1994. | 2004.    | 2014.   | 2024.   |
| -------------------- | ----- | -------- | ------- | ------- |
| Nombre de personnes: | 273   | 341      | 372     | 388     |
| Différence:          |       | +24,90 % | +9,09 % | +4,30 % |

| Année:               | 2023. | 2024. |
| -------------------- | ----- | ----- |
| Nombre de personnes: | 388   | 388   |
| Différence:          |       | +0 %  |

## Politique
| Nom        | Parti politique | Date de l'élection | Fin du mandat |
| ---------- | --------------- | ------------------ | ------------- |
| Milan Ondo | Misia 21        | 02.12.2006         | Déc. 2010     |